# Banyan (album)
Banyan è il primo album in studio dei Banyan.

## Tracce
1. Baby Grace and the Indians – 2:42
2. People Find it Hard – 3:39
3. At The Blowhole – 3:48
4. Christmas Tree Park – 11:35
5. What's Left of Autumn – 7:31
6. Cooking For Now – 3:06
7. The Roots of Banyan – 11:10
8. A Good Looking Couple – 9:26

## Formazione
- Stephen Perkins - percussioni
- Mike Watt - basso
- Nels Cline - chitarra
- Money Mark - tastiere (appare come The Freeway Keyboardist)